# François Neveux
Pour les articles homonymes, voir Neveux.
François Neveux, né le 26 août 1944, est un historien français, spécialiste de la Normandie médiévale.

## Biographie
Après un service militaire en Afrique, il étudie l'histoire à l'université de Caen. De la maîtrise à la thèse, il a pour maître Lucien Musset. Agrégé d'histoire, il est nommé professeur au lycée Alain-Chartier de Bayeux (1975-1976). Dès 1976, grâce au professeur Musset, il intègre l’université de Caen, où il fait toute sa carrière comme assistant, maître de conférences puis professeur. En 1993, il obtient le grade de docteur en histoire après sa thèse sur Bayeux et Lisieux, deux villes épiscopales à la fin du Moyen Âge. Il prend sa retraite en 2009.
Il est président de la Fédération des sociétés historiques et archéologiques de Normandie, membre correspondant de l'Académie des Sciences, Belles-lettres et Arts de Rouen et vice-président des amis de la cathédrale de Bayeux.
Musicien, il est également l'organiste titulaire des grandes orgues de la cathédrale de Bayeux. Fonction qu'il occupe depuis 1979, date de sa nomination par l'évêque de Bayeux-Lisieux, Mgr Jean Badré.

## Principales publications
- L'Évêque Pierre Cauchon, Paris, Denoël, 1987, 349 p. (ISBN 2-207-23295-6, présentation en ligne).
- Bayeux et Lisieux : villes épiscopales de Normandie à la fin du Moyen Âge, 1996. Thèse publiée.
- La Normandie des ducs aux rois, Xe – XIIe siècle, Rennes, Ouest-France, 1998, 611 p. (ISBN 2-7373-0985-9, présentation en ligne).
- La Normandie pendant la guerre de Cent ans (XIVe – XVe siècle), Rennes, Ouest-France, 2008.
- Azincourt : la dernière bataille de la chevalerie française, Ouest-France, 2015, 144 p. (ISBN 978-2737367625).
- 100 clés de Bayeux, Paris, Éditions des Falaises, 2021.
- Histoire de la Normandie : de l'ancien duché à la nouvelle région, Rennes, Ouest-France, 2024.

En collaboration
- Les Normands en Méditerranée, dans le sillage des Tancrède, Actes du colloque de Cerisy-la-Salle, 24-27 septembre 1992, Université de Caen, Caen, 1994. Avec Pierre Bouet.
- Les évêques normands du XIe siècle, actes du Colloque de Cerisy-la-Salle, 30 septembre-3 octobre 1993, Presses universitaires de Caen, 1995. Avec Pierre Bouet.
- La Normandie royale : des Capétiens aux Valois, XIIIe – XIVe siècle, Ouest-France, Rennes, 2005. Avec Claire Ruelle.
- Les Villes normandes au Moyen Âge : renaissance, essor, crise, actes du colloque international de Cerisy-la-Salle, 8-12 octobre 2003, Office universitaire d'études normandes, Presses universitaires de Caen, 2006. Avec Pierre Bouet.
- L'Aventure des Normands, VIIIe – XIIIe siècle, avec Claire Ruelle, le Grand livre du mois, Paris, Perrin, 2006, 350 p.
- La Cathédrale Notre-Dame de Bayeux, Bayeux, Orep éditions, 2007, 33 p. (ISBN 978-2-915762-49-5). Avec Claire Ruelle.
- Sous sa direction scientifique :La grâce d'une cathédrale : Bayeux, Strasbourg, éditions La Nuée Bleue et Place des Victoires, 2017[5]
- La Tapisserie de Bayeux: révélations et mystères d'une broderie du Moyen Âge, avec Pierre Bouet, Rennes, Ouest-France, 2018.
- L'épopée des Normands, avec Pierre Bouet, Rennes, Ouest-France, 2022.

## Distinctions

### Prix
- 1988 : Prix Broquette-Gonin de l'Académie française[6]
- 1998 : Prix littéraire Lévarey-Lévesque[7]
- 2006 : Prix Bouctot de l'Académie des sciences, belles-lettres et arts de Rouen[8]

### Décorations
- Chevalier de l'ordre des Palmes académiques (2009)[9]

### Médaille
- 2019 : Médaille du mérite diocésain[10]